# Сан-Флориано-дель-Коллио
Сан-Флориано-дель-Коллио (итал. San Floriano del Collio) — коммуна в Италии, располагается в регионе Фриули-Венеция-Джулия, в провинции Гориция.
Население составляет 833 человека (2008 г.), плотность населения составляет 82 чел./км². Занимает площадь 10 км². Почтовый индекс — 34070. Телефонный код — 0481.
Покровителем коммуны почитается святой Флориан, празднование 4 мая.

## Демография
Динамика населения:

## Администрация коммуны
- Официальный сайт: